# Phạm Cao Cường
Phạm Cao Cường (* 30. Mai 1996) ist ein vietnamesischer Badmintonspieler. 

## Karriere
Phạm Cao Cường startete 2013 bei den Badminton-Asienmeisterschaften. Ein Jahr später repräsentierte er sein Land im Thomas Cup. Bei den Juniorenweltmeisterschaften war er 2011, 2012, 2013 und 2014 am Start. Des Weiteren startete er unter anderem beim Indonesia Open Grand Prix Gold 2012 und den Vietnam Open 2013.